# Greenpeace Australia Pacific
Greenpeace Australia Pacific (GPAP) ist ein Teil der weltweit operierenden Umweltorganisation Greenpeace mit Sitz in Sydney, Australien. Die GPAP ist eine der größten Umweltorganisationen Australiens.

## Ursprung und Formierung
Der Vorläufer von Greenpeace in Australien soll die La Flor sein, ein Schiff, das Rolf Heimann in Greenpeace IV umbenannte und 1974 von Melbourne in Australien über Neuseeland in Richtung Mururoa steuerte. Heimann, ein Buchautor und Künstler aus Dresden, hatte die Absicht gegen den ersten in diesem Jahr stattfindenden französischen Nukleartest zu protestieren, allerdings kam das Schiff dort erst an als der französische Tests bereits in der Atmosphäre erfolgt war.
Die Aktivistengruppe Whale and Dolphin Coalition gründete 1977 der australische Fotograf Jonny Lewis in Sydney und der französische Geschäftsmann Jean-Paul Fortom-Gouin, der von dem Kanadier Bob Hunter eingeladen worden war (Mitbegründer von Greenpeace und dessen erster Präsident), und seiner Frau Bobbi, die erste Greenpeace-Finanzverwalterin.
1977 wurde die Umweltorganisation Greenpeace Australia gegründet. Die erste gewaltfreie Aktion begann sie am 28. August 1977 gegen die letzte australische Walfangstation bei Albany, die Cheyne Beach Whaling Station. Über die folgenden drei Wochen setzten sich Lewis, Fortom-Gouin, Bob Hunter und die Australier Tom Barber und Allan Simmons mit einem Zodiac-Schlauchboot, bis zu 30 Seemeilen vor der Küste, zwischen die Harpunen von drei Walfangschiffen, die Pottwale jagten. Dabei ereigneten sich zwei Beinahezusammenstöße, es gab aber keine Verletzten.
Die Whale and Dolphin Coalition wurde durch den Tierschützer Richard Jones, der sie registrierte und dem Journalist Jodi Adams aus Sydney, der der erste Greenpeace-Koordinator in Australien wurde, in die Greenpeace Australia umgewandelt. Der erste Vermögenswert der Organisation war das Zodiac aus der Albany-Kampagne.
Der letzte von Australiern harpunierte Wal, war ein weiblicher Pottwal, den die Cheynes Beach Waling Company am 20. November 1978 erlegte. Als dies geschah, beendete Greenpeace ihre Kampagne am nächsten Tag. 1979 ratifizierte Australien die internationalen Verträge gegen den Walfang und damit endete der Walfang in australischen Gewässern.
GPAP war auch an australienweiten Aktionen gegen Uranabbau und -export Australiens in der Vergangenheit beteiligt und bis heute auch an zahlreichen Natur-, Meeresschutz- und Umweltkampagnen.

## Zusammenschluss und Kampagnen seit 1998
Im frühen Jahr 1998 verschmolzen Greenpeace Australia und Greenpeace Pacific zu Greenpeace Australia Pacific.
Die GPAP „kämpft“ gegen Atomwaffen und Atomenergie, Entwaldung, die Anwendung von Gentechnik in der Natur, Klimawandel, Umweltgifte, und Verwendung von Grundschleppnetzen und Überfischung. Sie verwendet die Taktik der gewaltlosen direkten Aktion an, um Aufmerksamkeit für die bedrohte Umwelt zu erzeugen und Lösungsvorschläge zu unterbreiten.
Alternativvorschläge von Greenpeace beziehen sich auf Erneuerbare Energien, Waldschutz, Errichtung von Meeresschutzgebieten, Schutz der Biodiversität und Schaffung von nationalen und internationalen Regeln gegen Umweltzerstörung. Greenpeace setzt sich vor allem aktiv für die Rettung der Wale ein.